# Mathematical Markup Language
Mathematical Markup Language (MathML) is een toepassing van XML die gebruikt wordt om wiskundige symbolen en formules weer te geven in World Wide Web-documenten. Het is een aanbeveling van de wiskundige werkgroep van het W3C. MathML is een opmaaktaal voor wiskunde.
De specificatie van de 1.01-versie van het formaat werd uitgebracht in juli 1999, versie 2.0 in februari 2001. In oktober 2003 werd de tweede editie van MathML Version 2.0 gepubliceerd door de wiskundige werkgroep van het W3C als de laatste editie.
MathML behandelt niet alleen de presentatie, maar kan eventueel ook informatie bevatten over de betekenis van delen van een formule. Een andere standaard, OpenMath, die is meer specifiek is ontwikkeld om formules semantisch op te slaan, kan eveneens gebruikt worden als aanvulling op MathML.

## Voorbeeld
De bekende wortelformule:
{\displaystyle x={\frac {-b\pm {\sqrt {b^{2}-4ac}}}{2a}}}
kan volgens de TeX-syntaxis op volgende manier opgemaakt worden:
```
x = 
\frac
{
-b 
\pm
 
\sqrt
{
b
^
2 - 4ac
}}{
2a
}

```

en in MathML op volgende wijze:
```
<math>

 
<mrow>

  
<mi>
x
</mi>

  
<mo>
=
</mo>

  
<mfrac>

    
<mrow>

      
<mrow>

        
<mo>
-
</mo>

        
<mi>
b
</mi>

      
</mrow>

      
<mo>
&PlusMinus;
</mo>

      
<msqrt>

        
<mrow>

          
<msup>

            
<mi>
b
</mi>

            
<mn>
2
</mn>

          
</msup>

          
<mo>
-
</mo>

          
<mrow>

            
<mn>
4
</mn>

            
<mo>
&InvisibleTimes;
</mo>

            
<mi>
a
</mi>

            
<mo>
&InvisibleTimes;
</mo>

            
<mi>
c
</mi>

          
</mrow>

        
</mrow>

      
</msqrt>

    
</mrow>

    
<mrow>

      
<mn>
2
</mn>

      
<mo>
&InvisibleTimes;
</mo>

      
<mi>
a
</mi>

    
</mrow>

  
</mfrac>

 
</mrow>

</math>

```

Hoewel deze veel minder compact is in vergelijking met TeX, belooft de XML-structuur algemeen bruikbaar te zijn, laat toe direct weergegeven te worden in toepassingen zoals webbrowsers en maakt een directe interpretatie van de betekenis mogelijk in wiskundige softwarepaketten. Het is niet de bedoeling dat MathML zelf direct geschreven of bewerkt wordt door de mens.

## Software-ondersteuning
Verschillende hulpprogramma's voor de conversie van wiskundige uitdrukkingen naar MathML zijn beschikbaar, inclusief convertors tussen TeX en MathML. Ook Wolfram Research biedt een hulpmiddel om elke wiskundige uitdrukking naar MathML te converteren.
Recente versies van Mozilla Firefox en afgeleiden ondersteunen MathML, terwijl andere browsers het formaat ondersteunen wanneer externe plug-ins geïnstalleerd zijn. Internet Explorer bijvoorbeeld ondersteunt MathML met behulp van een MathPlayer-plug-in.
MathML wordt eveneens ondersteund door belangrijke kantoortoepassingen, zoals Microsoft Office, LibreOffice en KOffice, en door wiskundige softwarepaketten zoals Mathematica.